# Hello Again, JoJo
『Hello Again, JoJo』（ハロー・アゲイン・ジョジョ）は、平原綾香の6枚目のシングル。ひらはらあやか名義でのリリースとなった。

## 解説
前作『BLESSING 祝福』から1か月での発売となった。2枚目のアルバム『The Voice』との同時発売となっている。
NHK『みんなのうた』で放送されている(2004年10月〜11月)。
本作のビデオクリップでは、歌に登場するドラゴンの主人公JoJoと平原本人が共演をしている。
平原は本作に関して「この曲を聴いたときから、すごく心を惹かれるような思いを感じてまして「絶対に私が歌いたい!」って思っていましたね。もう、私以外の他のアーティストさんに歌われたりしたら、絶対に嫉妬してしまうなって位で、もうそれくらい大好きな曲ですね。子供のコーラスが入っていたりと、これまでの曲とは異なって可愛らしい楽曲に仕上がったと思います。」と語っている。

## 収録曲
1. Hello Again, JoJo
作詞:戸田昭吾 / 作曲・編曲:沢田完
2. Hello Again, JoJo 〜Acoustic Version〜
3. Hello Again, JoJo 〜Vocal-less Track

## 楽曲の収録アルバム
Hello Again, JoJo
- 『The Voice』